# Chaumont (Neuchâtel)
Pour les articles homonymes, voir Chaumont.
Chaumont est une colline de Suisse, ainsi qu'une localité située sur cette colline.

## Géographie
Chaumont est une colline de Suisse, ainsi qu'une localité du même nom, situées au-dessus de la ville de Neuchâtel, à une altitude de 1 170 mètres.
Depuis sa tour panoramique, la vue porte sur le pays des Trois-Lacs et les Alpes. Par temps clair, les versants septentrionaux de la chaîne des Alpes sont visibles des Alpes glaronaises à l'extrême est jusqu'au Salève à l'extrême ouest.

## Toponymie
La localité se nomme Tchumon en patois neuchâtelois.
L'ancien nom allemand de la localité est Zöumot.

## Gentilé
Les habitants de la localité se nomment les Chaumonniers.

## Activités
Les principales activités de Chaumont sont le tourisme et l'agriculture. La localité est le terminus de la ligne du funiculaire de Chaumont qui part de La Coudre. Le Sentier du Temps, un sentier thématique, relie Chaumont à Neuchâtel.